# 奈河畔圣克里斯托夫
奈河畔圣克里斯托夫（法語：Saint-Christophe-sur-le-Nais，法語發音：[sɛ̃ kʁistɔf syʁ lə nɛ]）是法国安德尔-卢瓦尔省的一个市镇，位于该省北部，属于图尔区。 

## 地理
奈河畔圣克里斯托夫（47°36'59"N, 0°28'33"E）面积18.27 平方千米，位于法国中央-卢瓦尔河谷大区安德尔-卢瓦尔省，该省份为法国中西部省份，北起萨尔特省、东北接卢瓦-谢尔省，东南接安德尔省，南至维埃纳省，西临曼恩-卢瓦尔省。
与奈河畔圣克里斯托夫接壤的市镇（或旧市镇、城区）包括：圣欧班勒代潘、圣帕泰尔恩拉康、维勒堡、迪赛苏库西永。
奈河畔圣克里斯托夫的时区为UTC+01:00、UTC+02:00（夏令时）。

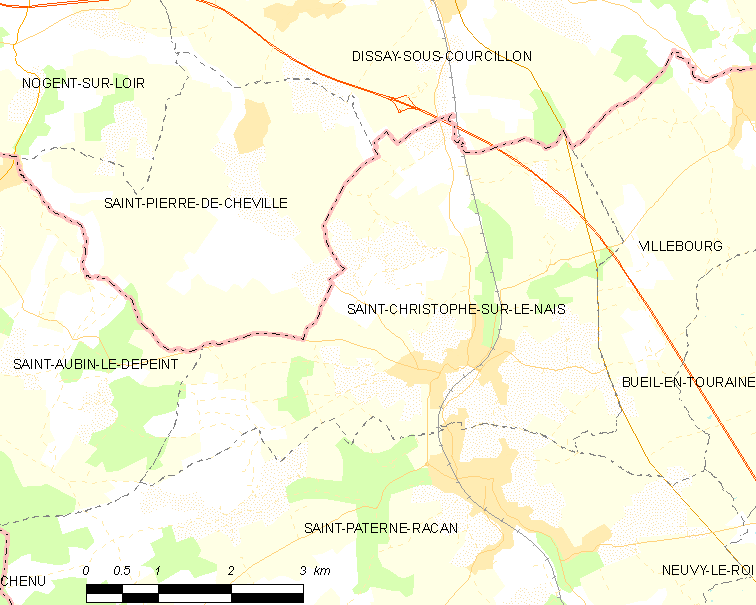
奈河畔圣克里斯托夫的OSM定位图

## 行政
奈河畔圣克里斯托夫的邮政编码为37370，INSEE市镇编码为37213。

## 政治
奈河畔圣克里斯托夫所属的省级选区为雷诺堡县。

## 人口

1962-2008年间奈河畔圣克里斯托夫人口变化图示

奈河畔圣克里斯托夫于2022年1月1日时的人口数量为1077人。